# Kwakkenberg
Kwakkenberg is een wijk van de stad Nijmegen in de Nederlandse provincie Gelderland. De wijk ligt in het stadsdeel Nijmegen-Oost, aan de oostgrens van de stad. Het grondgebied van deze wijk lag tot 1 januari 1915 in de gemeente Groesbeek. De wijk is genoemd naar het (inmiddels verdwenen) fort Quackenberg, dat gebouwd werd in 1870. Op 1 januari 2023 telde de wijk 1.450 inwoners, verdeeld over 734 woningen, met een gemiddelde WOZ-waarde van € 644.000, op een oppervlakte van 1,43 km².
De Kwakkenberg ligt in een bosrijk gebied en grenst aan Heilig Landstichting en Berg en Dal (gemeente Berg en Dal). Het gebied ontwikkelde zich vanaf het begin van de 20e eeuw tot een villawijk; in 1906 gaf de gemeente Nijmegen het deze bestemming. Het gemiddelde aantal woningen per hectare is 4 (1 januari 2006). De panden Villa De Westerhelling en Huize Marie-Louise, beide van de hand van Oscar Leeuw, hebben de status van rijksmonument.
Aan de Bosweg ligt het voormalige Kinderherstellingsoord Villandry, gebouwd tussen 1926 en 1931 naar een ontwerp van E. Verschuyl. Het bakstenen gebouw heeft een markante dakpartij en de architectuur vertoont invloeden van die van Frank Lloyd Wright. Het kinderherstellingsoord werd gebouwd op het terrein van Huize Villandry, een neoclassicistische kapitale villa uit 1902 die vanaf 1909 een herstellingsoord voor spoor- en tramwegpersoneel was.
In de wijk Kwakkenberg bevindt zich in het voormalig klooster Mariënbosch het gelijknamige studentenwooncomplex. Tot 2005 lag op de Kwakkenberg de gelijknamige camping, die vooral bij lopers van de Nijmeegse Vierdaagse bekendheid genoot. Van 1906 tot de jaren 60 van de twintigste eeuw stond er op het hoogste punt van de Kwakkenberg een ijzeren uitzichttoren.

## Afbeeldingen

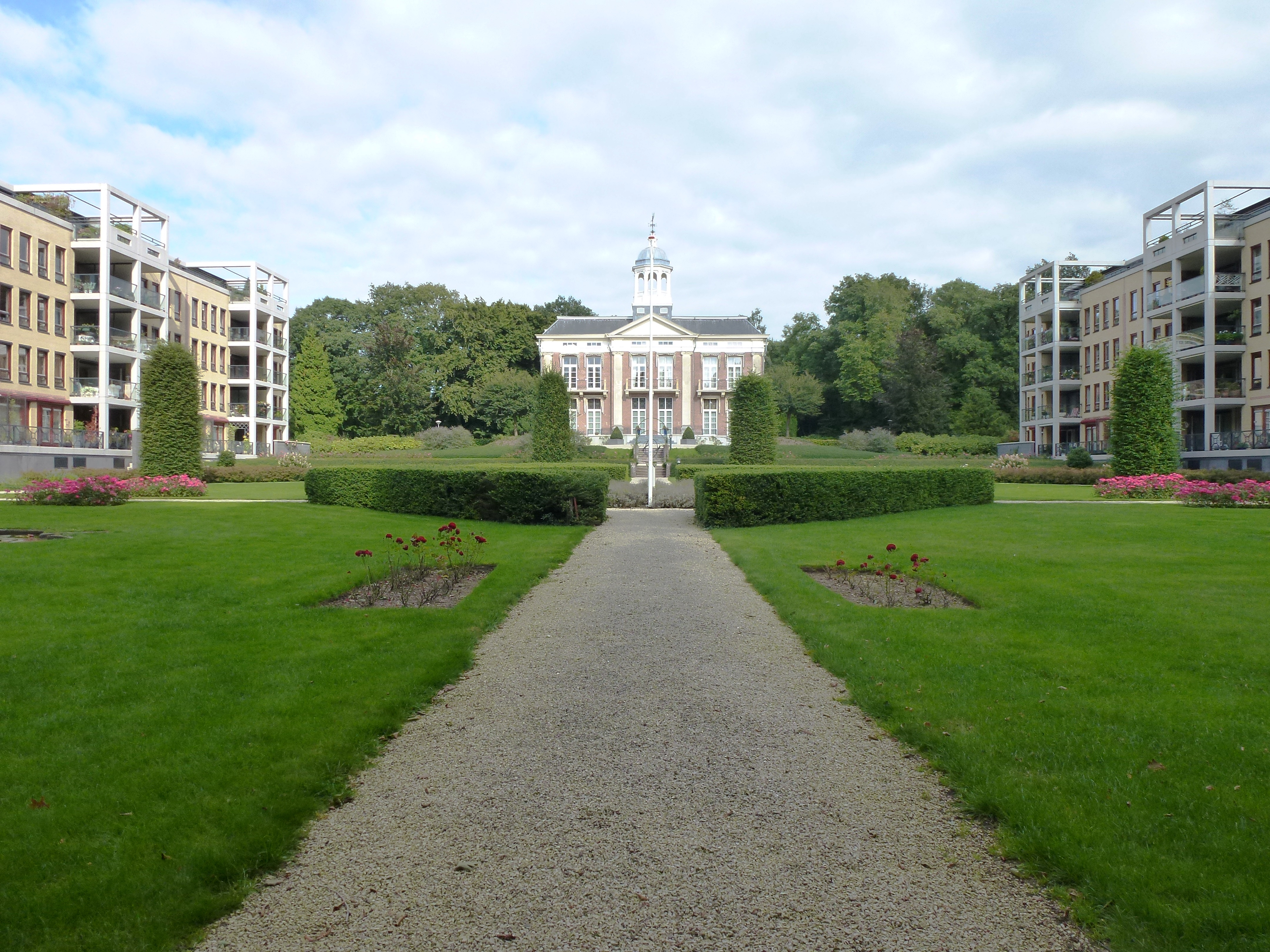
Villa Villandry
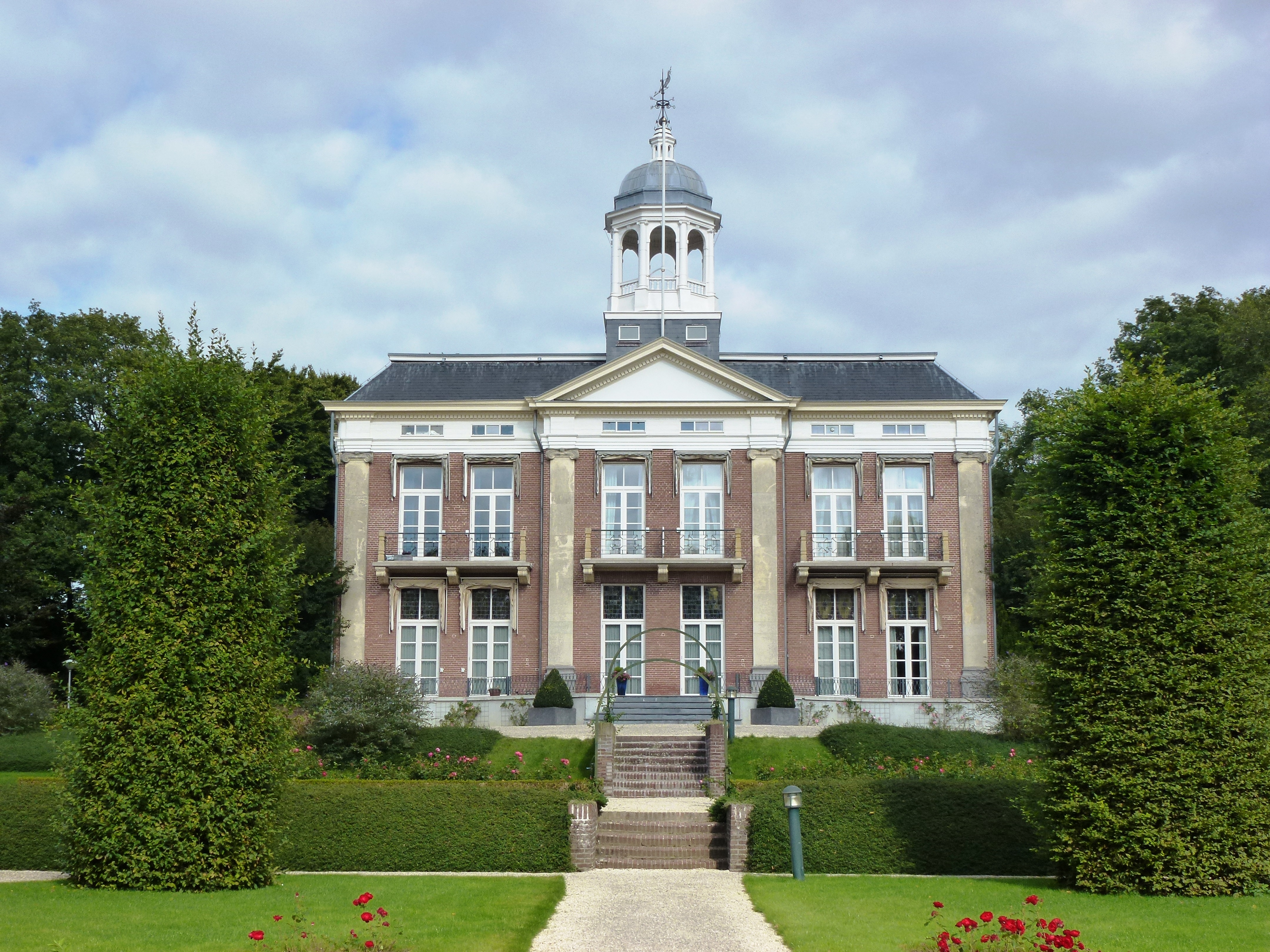
Villa Villandry
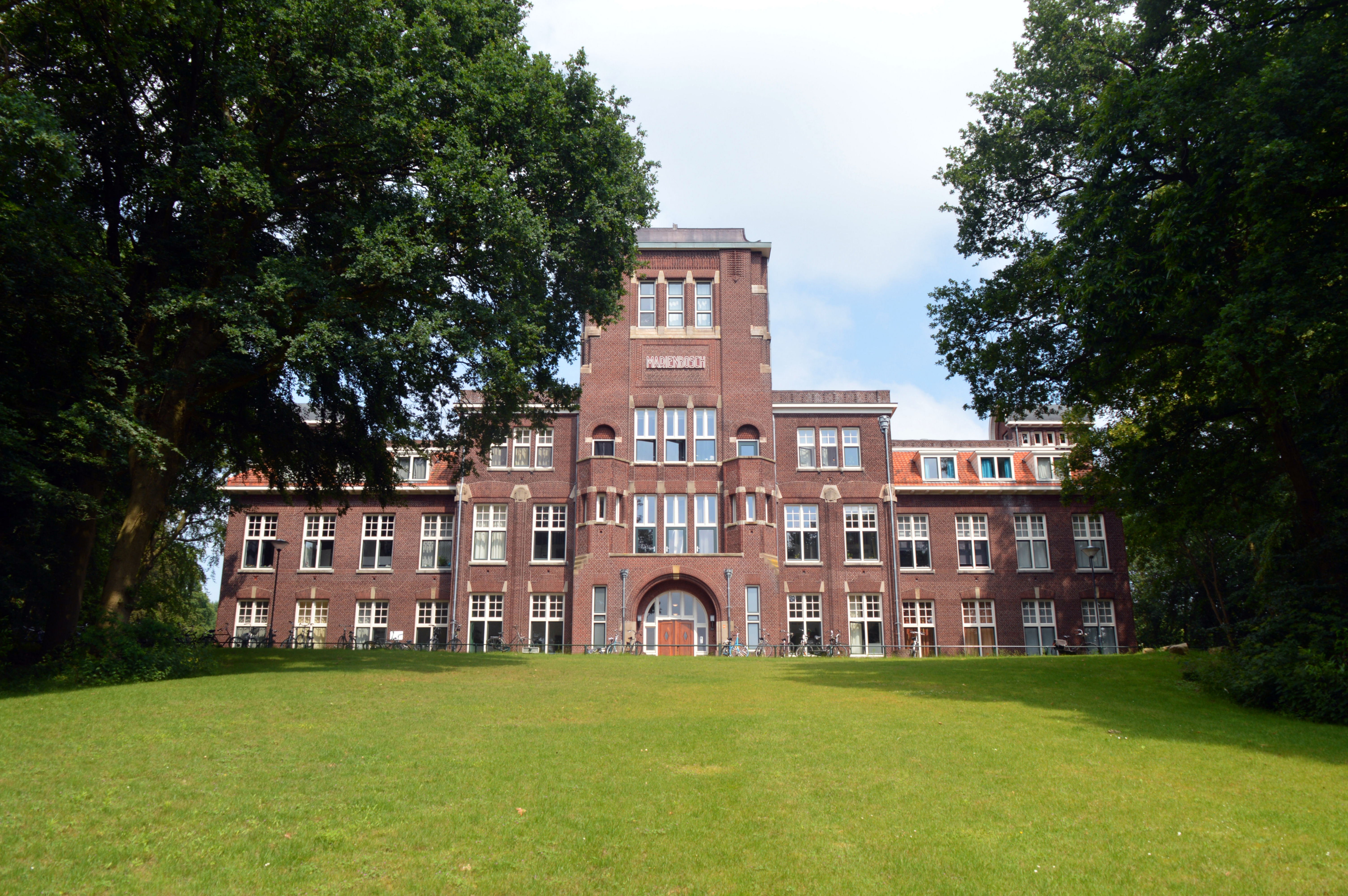
Het voormalige klooster Mariënbosch
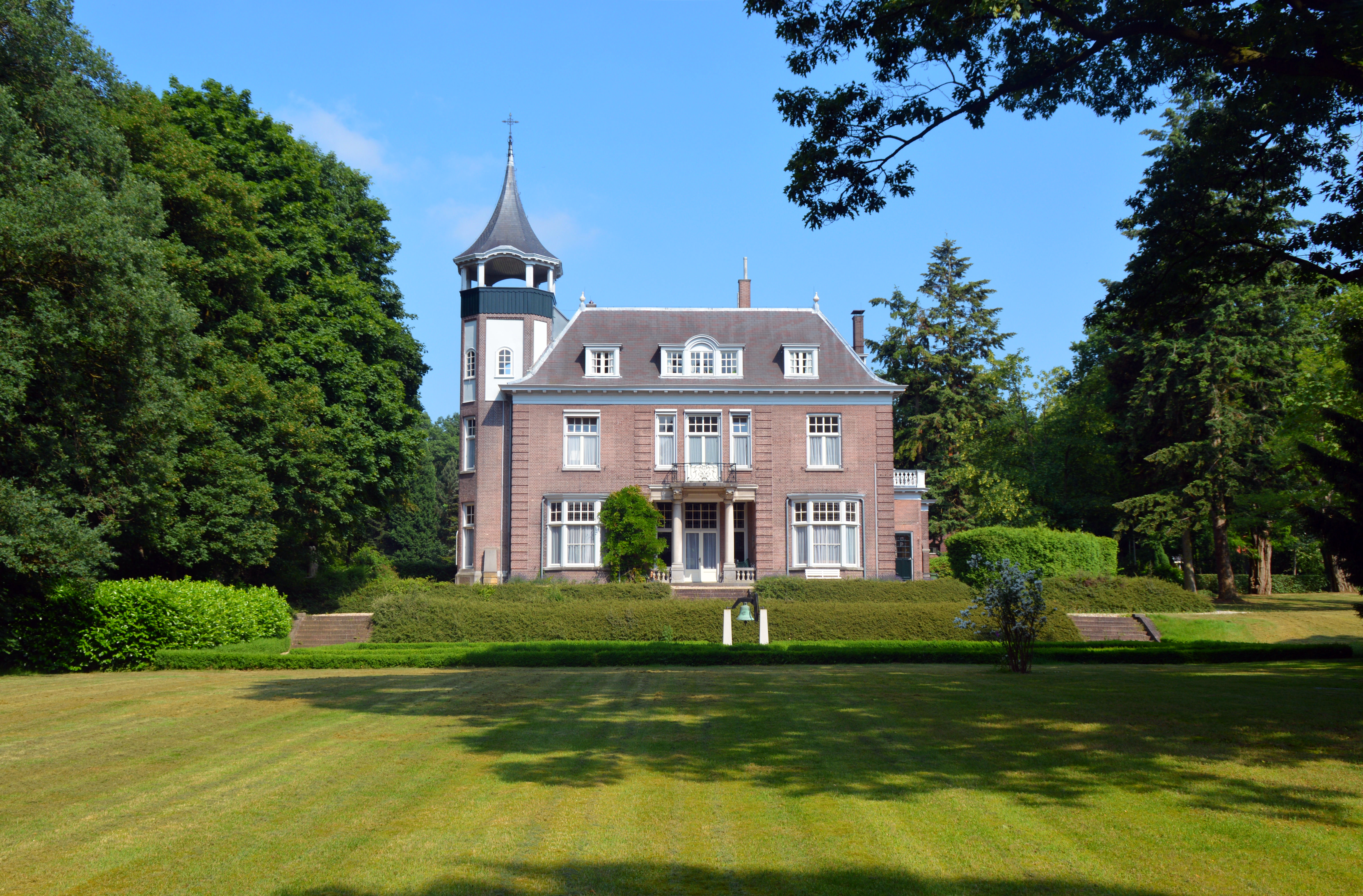
Villa De Westerhelling
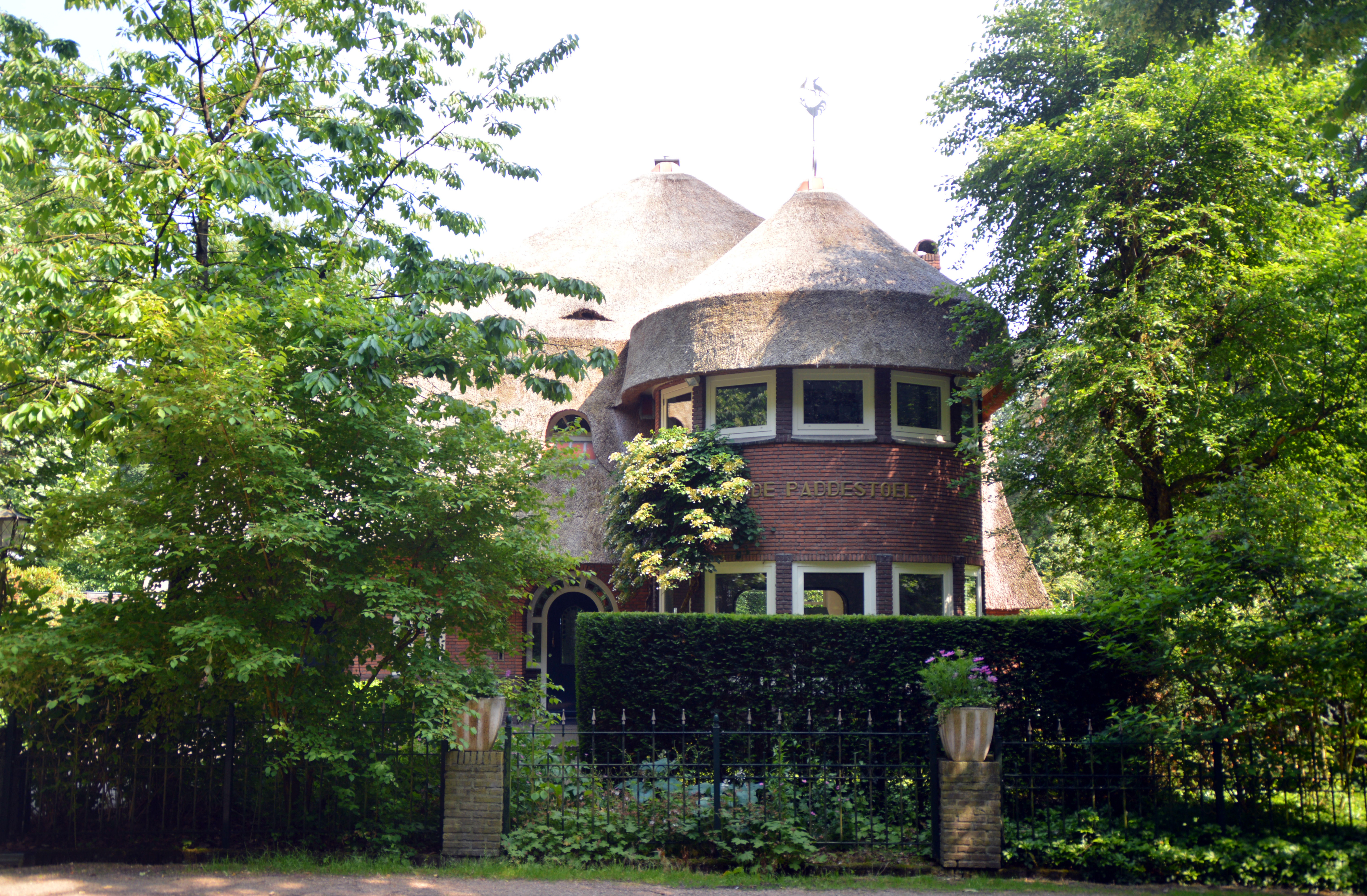
Villa De Paddestoel uit 1932
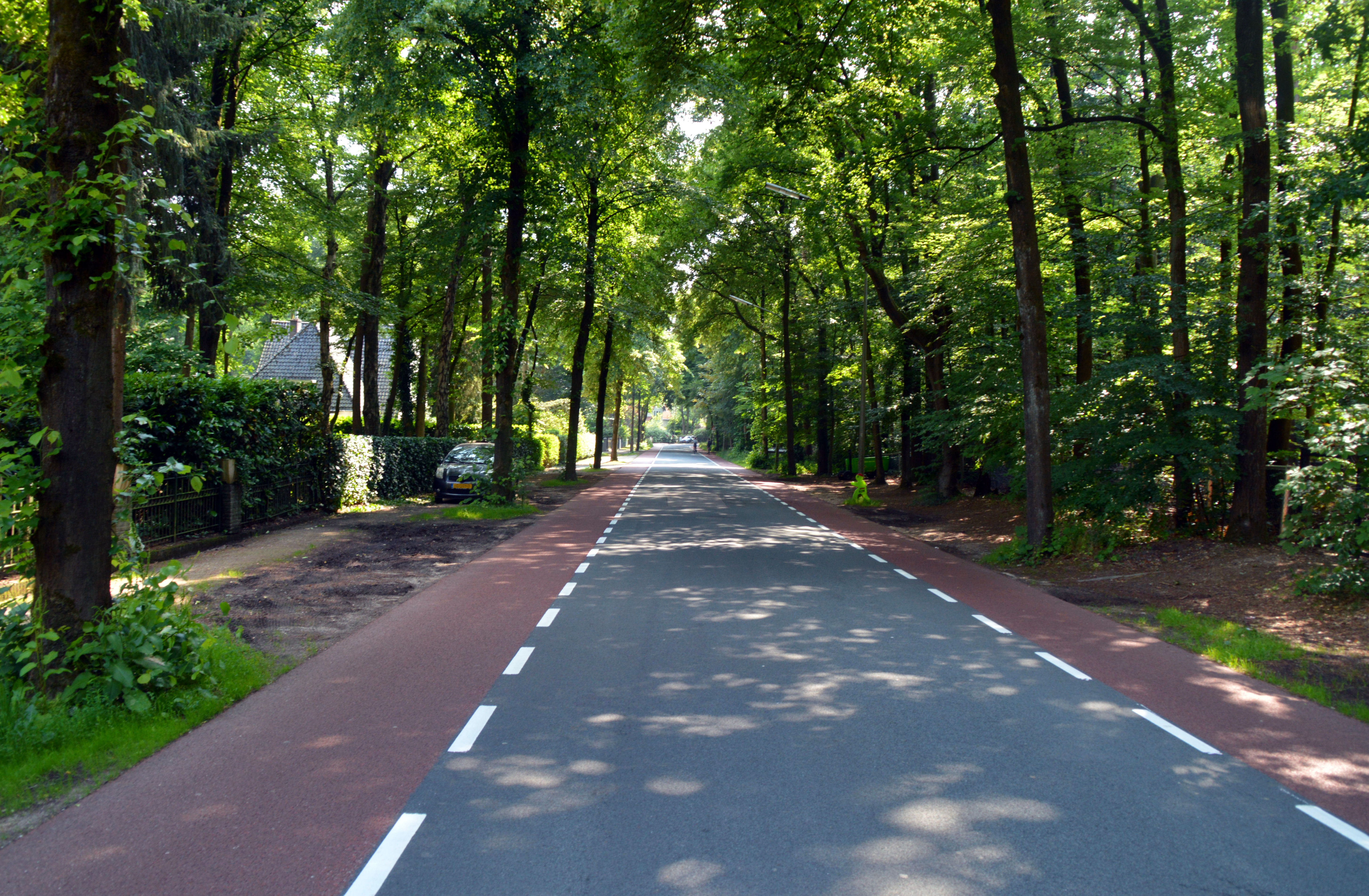
Sophiaweg
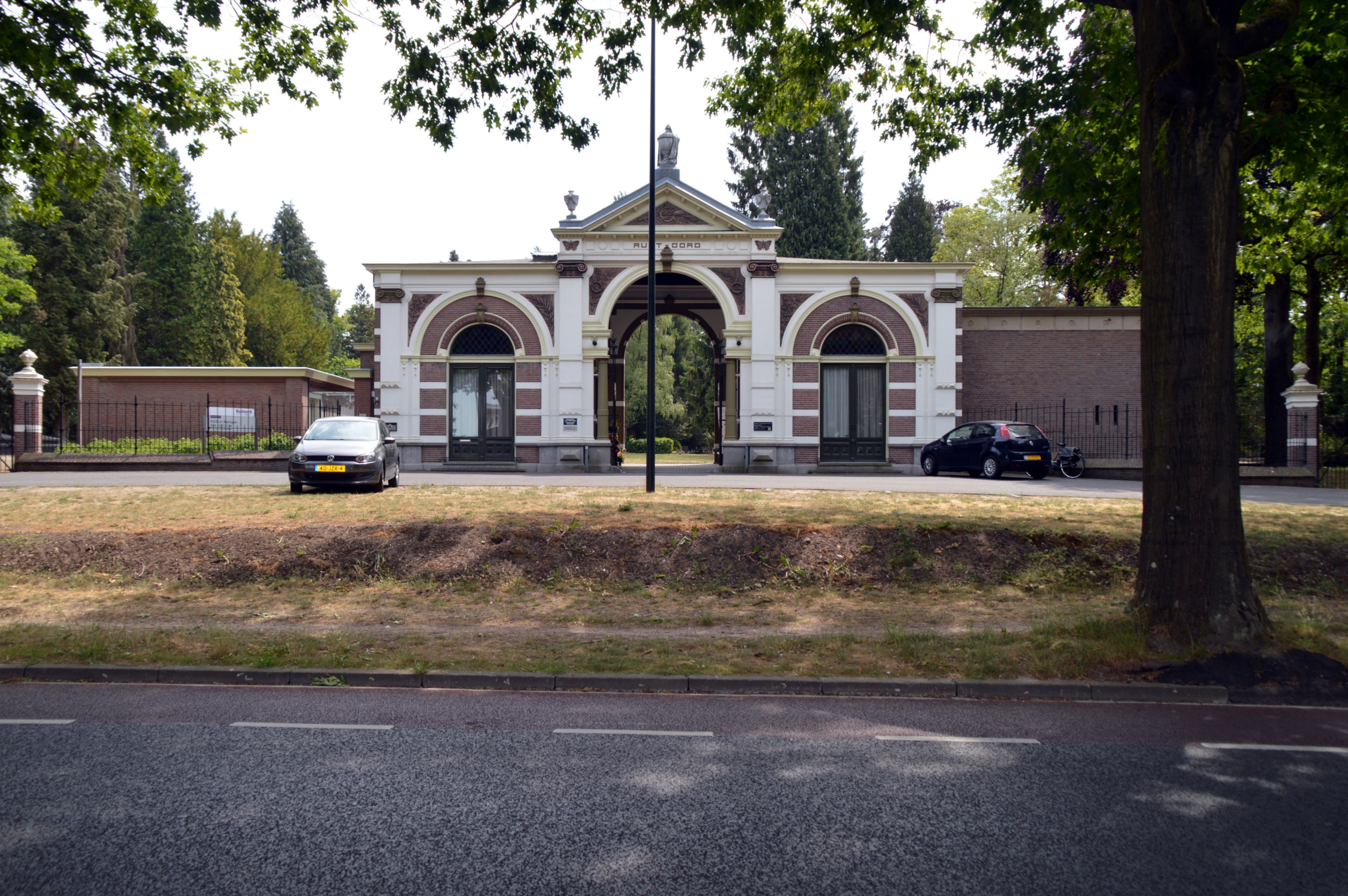
Voorgevel poortgebouw begraafplaats Rustoord (1897)
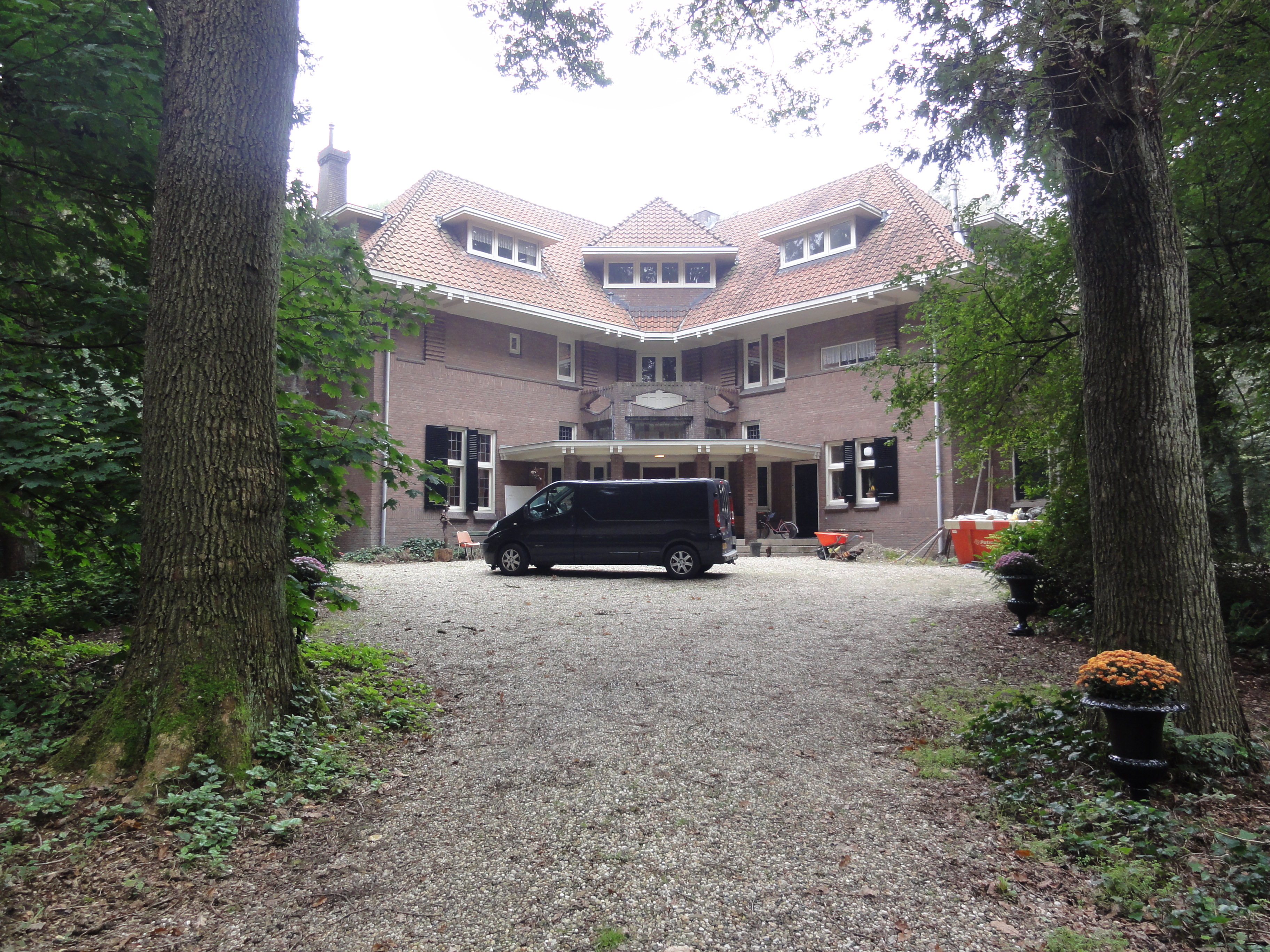
Huize Marie-Louise
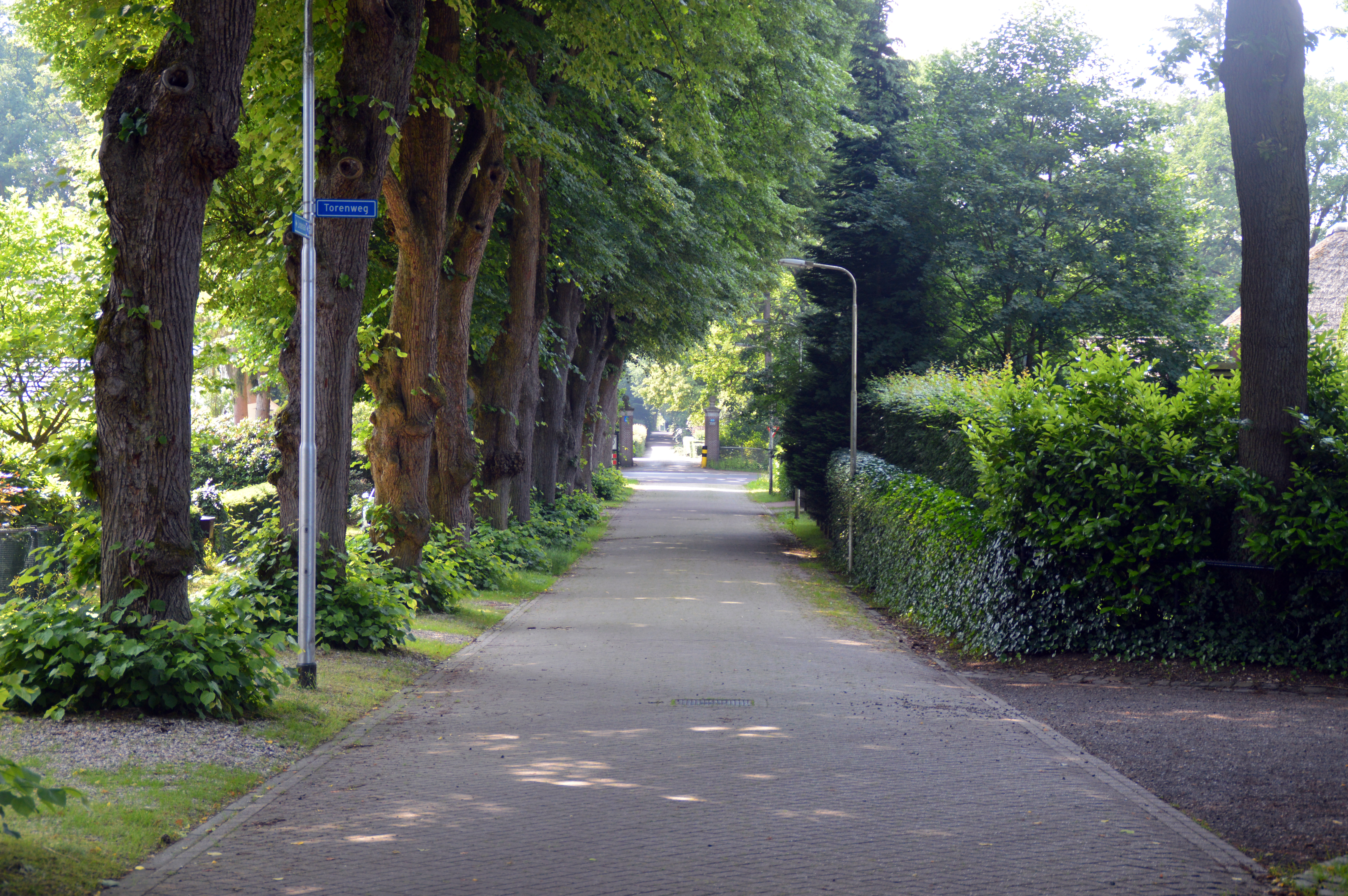
Lindenlaan hoek Torenweg